# محدودیت اندازه ماهی
محدودیت اندازه ماهی (به انگلیسی: Slot limit) ابزاری است که توسط مدیران شیلات برای تنظیم اندازه ماهی‌هایی که می‌توانند به‌طور قانونی از منابع آبی خاص برداشت شوند، استفاده می‌کنند. معمولاً توسط دپارتمان‌های ماهی و شکار دولتی تعیین می‌شود، محدودیت اندازه حمایت‌شده برداشت ماهی را ممنوع می‌کند، جایی که طول اندازه‌گیری‌شده از پوزه تا انتهای دم، در بازه حمایت‌شده قرار می‌گیرد. به عنوان مثال، در یک پیکره آبی که در آن محدودیت اندازه محافظت شده برای باس دهان‌بزرگ بین ۱۲ و ۱۶ اینچ (۳۰ و ۴۱ سانتیمتر) وجود دارد. دهان‌بزرگ بین این طول‌ها ممکن است برداشت نشود. در این مثال، باس دهان‌بزرگ کوتاه‌تر از ۱۲ اینچ (۳۰ سانتیمتر) و بیشتر از ۱۶ اینچ (۴۱ سانتیمتر) را می‌توان از آب خارج کرد و برای استفاده شخصی مطابق با مقررات ماهیگیری محلی نگهداری کرد.
محدودیت‌های اندازه بر این اصل استوار است که جمعیت‌های باس در طول مراحل مختلف زندگی خود نیازهای زیستگاهی متفاوتی را نشان می‌دهند. محدودیت‌های اندازه بر حفاظت از یک بخش از تاریخ زندگی متمرکز است که می‌تواند بر موفقیت کلی ماهیگیری تأثیر بگذارد.
کمینه اندازه ماهی مقررات مشابهی در ماهیگیری تجاری است.

## شیوه کار
پیش از اعمال محدودیت اندازه، چهار مورد باید در نظر گرفته شود تا مطمئن شویم که آسیبی به اکوسیستم وارد نمی‌شود:
- نرخ رشد
- به‌کارگماری (Recruitment)
- مرگ‌ومیر
- اندازه‌گیری‌ها